# Villasuso (Anievas)
Villasuso es una localidad del municipio de Anievas (Cantabria, España). En el año 2024 contaba con una población de 72 habitantes (INE). Villasuso está ubicado a 2 kilómetros de Cotillo, capital municipal, y a una altitud de 310 m s. n. m..
Destaca una casa solariega del siglo XIX, ubicada en La Plazuela.
La carretera secundaria CA-271 bordea por el oeste a esta población y la comunica con la capital municipal. La línea de transporte público Torrelavega - Villasuso dispone de una parada en esta localidad.
De este pueblo son los piteros de Anievas.